# Cercopithecus erythrotis
Cercopithecus erythrotis (Мавпа рудовуха) — примат з роду Мавпа (Cercopithecus) родини мавпові (Cercopithecidae).

## Опис
Довжина голови й тіла: 36-51 см, вага самців: 3.6 кг, самиць: 2,9 кг. Має синє хутро навколо очей, цегляно-червоний ніс і вуха, і жовті щоки. У той час як більша частина шовковистої шерсті коричневого кольору агуті, C. erythrotis має сірі кінцівки і червоний хвіст. C. erythrotis мають надзвичайно довгі хвости, які є життєво важливими для маневреності та балансу.  

## Поширення
Країни: Камерун; Екваторіальна Гвінея; Нігерія. Висота проживання до 1000 м над рівнем моря. Він знаходиться в первинних і вторинних низовинних тропічних і субгірських вологих лісах, а іноді живе в безпосередній близькості від людей (як на Біоко). Розмір групи від 4 до 30 тварин.

## Стиль життя
Це денний і деревний вид. Споживає фрукти, листя, пагони і комах. Комахи мають важливе значенняхарчування, особливо для вагітних і годуючих самиць.
Самиці зазвичай народжують одну дитину кожні один-три роки, вагітність триває близько п'яти або шести місяців.

## Загрози та охорона
Цей вид знаходиться під загрозою збезлісення через видобуток деревини і переведення лісів в сільськогосподарські угіддя. На нього також полюють ради м'яса у всьому діапазоні поширення.
Цей вид занесений до Додатка II СІТЕС і класу B Африканської Конвенції про збереження природи і природних ресурсів. Він захищений національним законодавством у Камеруні та Нігерії. Цей вид присутній в декількох охоронних територіях.